# 格拉頓鎮區 (明尼蘇達州艾塔斯卡縣)
格拉頓鎮區（英語：Grattan Township）是位於美國明尼蘇達州艾塔斯卡縣的一個行政鎮區。

## 地方資料
格拉頓鎮區的面積為92.28平方千米，當中陸地面積為89.78平方千米，而水域面積為2.50平方千米。根據2020年美國人口普查的數據，當地共有人口44人，而人口密度為每平方千米0.48人。